# فيني فيدي فيتشي

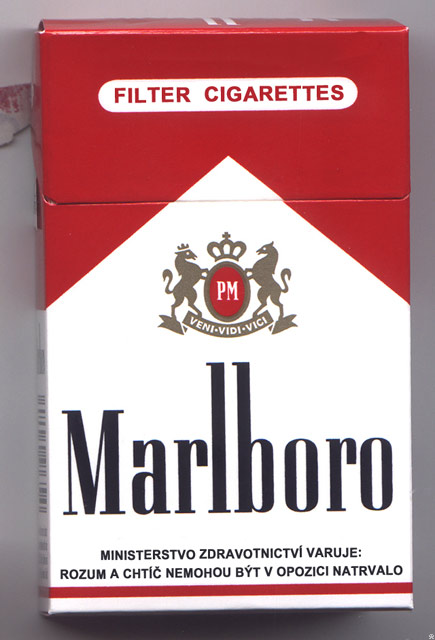
علبة سجائر مارلبورو ويبدو شعار وعبارة فيني فيدي فيتشي

«فيني فيدي فيتشي» عبارة لاتينية شهيرة معناها «أتيتُ، فرأيتُ، فانتصرتُ» أطلقها الإمبراطور يوليوس قيصر في إحدى حروبه الشهيرة سنة 47 ق، م، وتعتبر أقصر خطبة في التاريخ. وصارت بعدها هذه الجملة جملة أدبية شهيرة مستعملة بكثرة في مختلف الكتب والخطب واتخذتها بعض الشركات شعارا لها (مثل فيليب موريس) شركة السجائر الأمريكية المنتجة لمارلبورو. مناسبة هذه المقولة كانت عندما إنتصر يوليوس قيصر في معركة زيلا ضد فرانسيس الثاني ملك مملكة البنطس وكان ذلك 47 سنة قبل الميلاد. ومن المختلف فيه متى قد قيلت هذه المقولة فالمؤرخ فلوطرخس يقول أن قيصر قالها بعد انتهاء المعركة في رسالة أرسلها لروما. بينما قال سويتونيوس أن قيصر قالها في خضم انتصارة على الجيش البنطسي لا في رسالة.

## النطق الصحيح
النطق الصحيح لـ"veni, vidi, vici" في اللغة اللاتينية الكلاسيكية هو «وايني، ويدي، ويكي»، وهي اللغة التي نطق بها قائل المقولة يوليوس قيصر.